# Кладбище (Кировская область)
 Кладбище  — деревня в Яранском районе Кировской области в составе Яранского городского поселения.

## География
Расположена на расстоянии примерно 2 км по прямой на запад-северо-запад от границ города Яранск.

## История
Известна с 1686 года как деревня с 9 дворами, в 1748 74 души мужского пола, в 1873 дворов 21 и жителей 225, в 1905 33 и 196, в 1926 (уже Большое Кладбище) 32 и 149, в 1950 31 и 86, в 1989 3 жителя. Современное название утвердилось с 1978 года. Ныне имеет дачный характер.

## Население
Постоянное население составляло 1 человек (русские 100%) в 2002 году, 0 в 2010.